# Flavio Lucio
Flavio Lucio (latino: Flavius Lucius; fl. 408-413) è stato un politico romano.
Nel 408 era comes sacrarum largitionum della corte imperiale; nel 413 fu console assieme ad Eracliano, ma a suo nome ci sono solo iscrizioni orientali.